# 1950年太平洋颱風季
| 太平洋颱風季             |
| 主題頁 - 專題 - 編輯指南 |

1950年太平洋颱風季泛指在1950年全年內的任何時間，於赤道以北及國際換日線以西的太平洋水域，以及南中國海所產生的熱帶氣旋。雖然有關方面並沒有設下本颱風季的指定期限，但大部份於西北太平洋的熱帶氣旋通常都會於五月至十二月期間形成。
本條目的範圍僅侷限於赤道以北及國際換日線以西的太平洋及南海的水域。於赤道以北及國際換日線以東的太平洋水域產生的風暴則被稱為颶風，並被列入1950年太平洋颶風季。在西太平洋產生的熱帶風暴是由聯合颱風警報中心命名，國際編號為50xx。而凡進入或產生於菲律賓風暴責任範圍以內的熱帶低氣壓，菲律賓大氣地理天文部門 (PAGASA) 都會為它們訂立一個菲律賓名稱，作當地警報用途；因此同一個風暴有時候會有兩個不同的名稱。
以下各熱帶氣旋資訊以熱帶氣旋存在期間的最強形態為準。

## 熱帶氣旋
在1950年，有?個熱帶低氣壓形成，其中18個成為了熱帶風暴。12個成為了颱風。1個更成為了超級颱風。

### 颱風奧西亞 (Ossia)
颱風奧西亞源自9月27日菲律賓島以東海面的熱帶低氣壓，在增強為熱帶風暴後一直以西北偏西移動，進入南海後進一步加強成為颱風，之後靠近華南地區，並轉向西行及減弱，10月6日消散。皇家香港天文台在10月2日16時懸掛一號戒備信號，因為當時並未設有三號強風信號，所以天文台在10月4日0時，直接改掛七號（今八號東北）烈風信號，翌日7時因該風暴靠近而改掛九號烈風增強信號，其後在13時改掛八號（今八號東南）烈風信號，最後在23時15分直接除下所有信號，所有時間均為夏令時間。

## 熱帶氣旋名單
| - Doris - Elsie - Flossie - Grace - Helene - Ida - Jane - Kezia - Lucretia - Missatha | - Nancy - Ossia - Petie - Ruby - Anita - Billie - Clara - Delilah - Ellen - Fran |